# Вейнберг, Яков Владимирович
Яков Вольфович (Владимирович) Вейнберг (англ. Jacob Weinberg; 1 (13) июля 1879, Одесса — 2 ноября 1956) — американский композитор российского происхождения.

## Биография
Родился 1 июля (по старому стилю) 1879 года в семье маякского мещанина Вольфа Исааковича Вейнберга (? — 2 сентября 1891) и Доры Вейнберг. Племянник литераторов Петра Исаевича Вейнберга и Павла Исаевича Вейнберга, двоюродный брат актёра П. П. Вейнберга и физика Б. П. Вейнберга, дядя доктора технических наук В. Б. Вейнберга. У него были младшие сёстры Екатерина (1881—?) и Ольга (1886—?) и брат Лев (1883—?).
Учился в Московской консерватории как пианист (в том числе проходил курс контрапункта у Сергея Танеева) и одновременно на отделении права в Московском университете (окончил в 1908 году). С 1908 года состоял членом в московском отделении «Общества еврейской народной музыки», ставившего целью создание новой еврейской национальной музыкальной культуры.
В 1905 году участвовал в Пятом Рубинштейновском конкурсе в Париже. Затем отправился в Вену совершенствовать мастерство пианиста под руководством Теодора Лешетицкого. В 1916 году вернулся в Одессу и начал преподавать в Одесской консерватории.
В 1921 году эмигрировал в Палестину, возглавив консерваторию в Иерусалиме. С 1926 года жил и работал в США, с 1929 года преподавал в Нью-Йоркском колледже музыки.
Наиболее заметные сочинения Вейнберга — в частности, опера «Пионеры Израиля» (англ. Pioneers of Israel; 1926, либретто автора на иврите), Концерт № 2 для фортепиано с оркестром (1944) или синагогальная служба «Shabbat Ba’aretz» — основаны на освоении традиционного еврейского музыкального материала. «Пионером продвижения еврейской музыки» назвала Вейнберга в некрологе газета «Canadian Jewish Chronicle».
В то же время Вейнбергу принадлежал ряд патриотических сочинений сугубо американской тематики — в частности, он положил на музыку Геттисбергскую речь и несколько выступлений Франклина Рузвельта.
Джейкоб Вейнберг — автор музыки к популярной художественной ленте на идише «The Singing Blacksmith» (Поющий кузнец, 1937), с Мойше Ойшером в главной роли.